# Miss Grand Internacional 2020
Miss Grand Internacional 2020 fue la 8.ª edición del certamen Miss Grand Internacional, correspondiente al año 2020. La final se llevó a cabo el 27 de marzo en el Show DC Hall, ubicado en la ciudad Bangkok, Tailandia. Candidatas de 63 países y territorios autónomos compitieron por el título. Al final del evento, Valentina Figuera, Miss Grand Internacional 2019 de Venezuela, coronó a Abena Appiah, de Estados Unidos, como su sucesora.

## Resultados
| Posiciones                    | Candidata |
| ----------------------------- | --- |
| Miss Grand Internacional 2020 | - Estados Unidos - Abena Appiah |
| Primera Finalista             | - Filipinas - Samantha Bernardo |
| Segunda Finalista             | - Guatemala - Ivana Batchelor |
| Tercera Finalista             | - Indonesia - Aurra Karishma |
| Cuarta Finalista              | - Brasil - Alaíse Guedes |
| Semifinalistas (Top 10)       | - Argentina - Mariana Varela - Malasia - Jasebel Robert § - Puerto Rico - Fabiola Valentín - República Checa - Denisa Spergerová - Tailandia - Patcharapon Chantarapadit |
| Cuartofinalistas (Top 21)     | - Camboya - Chily Tevy Δ - El Salvador - Luciana Martínez - Inglaterra - Stephanie Wyatt - Japón - Ruri Saji - Kenia - Irene Ng'endo - México - Ángela Yuriar - Myanmar - Han Lay - Panamá - Angie Keith - Perú - Maricielo Gamarra - República Dominicana - Lady León - Vietnam - Nguyễn Lê Ngọc Thảo |

- § Votada por el público de todo el Mundo vía internet para completar el cuadro de las 10 semifinalistas.
- Δ Votada por el público de todo el Mundo vía Facebook para completar el cuadro de las 20 cuartofinalistas.

### Orden de clasificación
| Top 20               | Top 10          | Top 5          |
| -------------------- | --------------- | -------------- |
| Camboya Δ            | Malasia §       | Estados Unidos |
| Guatemala            | República Checa | Filipinas      |
| México               | Puerto Rico     | Brasil         |
| Tailandia            | Estados Unidos  | Indonesia      |
| Perú                 | Guatemala       | Guatemala      |
| Japón                | Tailandia       |                |
| El Salvador          | Argentina       |                |
| Panamá               | Brasil          |                |
| Vietnam              | Indonesia       |                |
| Estados Unidos       | Filipinas       |                |
| República Dominicana |                 |                |
| República Checa      |                 |                |
| Filipinas            |                 |                |
| Puerto Rico          |                 |                |
| Indonesia            |                 |                |
| Myanmar              |                 |                |
| Argentina            |                 |                |
| Brasil               |                 |                |
| Inglaterra           |                 |                |
| Kenia                |                 |                |

- § Votada por el público de todo el Mundo vía internet para completar el cuadro de las 10 semifinalistas.
- Δ Votada por el público de todo el Mundo vía Facebook para completar el cuadro de las 20 cuartofinalistas.

### Puntuación del Jurado
| Country/Territory    | Swimsuit  | Traje de Noche |
| -------------------- | --------- | -------------- |
| Estados Unidos       | 9.73 (2)  | 9.75 (1)       |
| Filipinas            | 9.62 (5)  | 9.68 (3)       |
| Guatemala            | 9.59 (6)  | 9.72 (2)       |
| Indonesia            | 9.65 (4)  | 9.65 (4)       |
| Brasil               | 9.77 (1)  | 9.55 (5)       |
| Argentina            | 9.70 (3)  | 9.15 (10)      |
| República Checa      | 9.55 (7)  | 9.35 (9)       |
| Puerto Rico          | 9.45 (8)  | 9.48 (6)       |
| Malasia              | -         | 9.39 (8)       |
| Tailandia            | 8.95 (9)  | 9.45 (7)       |
| El Salvador          | 8.92 (10) |                |
| República Dominicana | 8.90 (11) |                |
| Panamá               | 8.90 (11) |                |
| Kenia                | 8.89 (13) |                |
| México               | 8.85 (15) |                |
| Perú                 | 8.85 (15) |                |
| Vietnam              | 8.75 (16) |                |
| Inglaterra           | 8.55 (17) |                |
| Japón                | 8.43 (18) |                |
| Camboya              | 7.55 (19) |                |
| Myanmar              | 7.50 (20) |                |

### Jurado
- Clara Sosa - Miss Grand Internacional 2018
- María José Lora - Miss Grand Internacional 2017
- Ariska Putri Pertiwi - Miss Grand Internacional 2016
- Less García - Miss Grand Internacional 2014
- Janelee Chaparro - Miss Grand Internacional 2013

### Premios especiales
| Título                       | Candidata                                                                                 |
| ---------------------------- | ----------------------------------------------------------------------------------------- |
| Mejor Traje Nacional         | - Guatemala - Ivana Batchelor - Japón - Ruri Saji - Tailandia - Patcharapon Chantarapadit |
| Mejor en Traje de Baño       | - Brasil - Alaíse Guedes                                                                  |
| Mejor en Traje de Gala       | - México - Ángela Yuriar                                                                  |
| Miss Voto Popular            | - Malasia - Jasebel Robert                                                                |
| Country’s Choice of the Year | - Camboya - Chily Tevy                                                                    |

## Candidatas
63 candidatas compitieron por el título:
(En la tabla se utiliza su nombre completo, los sobrenombres van entrecomillados y los apellidos utilizados como nombre artístico, entre paréntesis; fuera de ella se utilizan sus nombres «artísticos» o simplificados).
| País/Territorio      | Candidata                            | Edad | Residencia              |
| -------------------- | ------------------------------------ | ---- | ----------------------- |
| Albania              | Fjorela Lezo                         | 23   | Tirana                  |
| Alemania             | Arlinda Prenaj                       | 25   | Múnich                  |
| Argentina            | Mariana Jessica Varela               | 24   | Buenos Aires            |
| Baskortostán         | Albina Shaykhlislamova               | 21   | Ufá                     |
| Bielorrusia          | Polli Cannabis                       | 26   | Minsk                   |
| Bolivia              | Teresa Bridge Sánchez Añez           | 20   | Santa Cruz de la Sierra |
| Brasil               | Alaíse «Lala» Clementino Guedes      | 28   | Campina Grande          |
| Bulgaria             | Viktoria Lazarova                    | 21   | Plovdiv                 |
| Camboya              | Chily Tevy                           | 24   | Nom Pen                 |
| Canadá               | Sara Michelle Winter                 | 26   | Duncan                  |
| Chile                | Paula Valentina Benavente Gómez      | 27   | Viña del Mar            |
| China                | Fiona Tao                            | 28   | Calgary                 |
| Colombia             | Natalia Manrique Aguilar             | 21   | Cúcuta                  |
| Corea del Sur        | Hyunyoung Lee                        | 22   | Seúl                    |
| Costa Rica           | Glenda Gabriela Jara Cordero         | 23   | Guápiles                |
| Crimea               | Sofia Kim                            | 19   | Jabárovsk               |
| Cuba                 | Jennifer Sánchez Aguilar             | 20   | Cienfuegos              |
| Ecuador              | Sonia Augusta Luna Menéndez          | 26   | Guayaquil               |
| Egipto               | Virginia Hany Abdallah Abrahim       | 19   | El Cairo                |
| El Salvador          | Luciana Fernanda Martínez Cienfuegos | 21   | Santa Ana               |
| Escocia              | Helen Catherine Maher                | 27   | Coleraine               |
| España               | Iris Miguélez Méndez                 | 23   | Vila de Cruces          |
| Estados Unidos       | Evelyn Abena Akuaba Appiah           | 27   | Nueva York              |
| Filipinas            | Samantha Mae Adaliga Bernardo        | 28   | Puerto Princesa         |
| Finlandia            | Liina Ilona Malinen                  | 21   | Rauma                   |
| Francia              | Marine Karine Patricia Comby         | 20   | Martignas-sur-Jalle     |
| Gales                | Kathryn Helen Fanshawe               | 23   | Surrey                  |
| Guatemala            | Ivana Elizabeth Batchelor Batchelor  | 20   | Quetzaltenango          |
| India                | Simran Sharma                        | 22   | Guwahati                |
| Indonesia            | Aurra Kharishma Islami               | 21   | Majalengka              |
| Inglaterra           | Stephanie Soares Wyatt               | 21   | Poole                   |
| Irán                 | Ayda Mirahmadi                       | 18   | Saqqez                  |
| Irlanda              | Tírna Rita Slevin                    | 26   | Galway                  |
| Italia               | Filomena Venuso                      | 21   | Nola                    |
| Jamaica              | Monique Alexandria Thomas            | 27   | Kingston                |
| Japón                | Ruri Saji                            | 25   | Jōetsu                  |
| Kenia                | Irene Ng'endo Mukii                  | 23   | Juja                    |
| Kosovo               | Frontinna Gashi                      | 21   | Pristina                |
| Laos                 | Phatthana «Tomew» Khidaphone         | 23   | Vientián                |
| Malasia              | Jasebel Shalani Robert               | 25   | Kuala Lumpur            |
| Mauricio             | Vishakha Tania René                  | 25   | Quatre Bornes           |
| México               | Ángela Michelle León Yuriar          | 20   | Culiacán                |
| Myanmar              | «Han Lay» Thaw Nandar Aung           | 21   | Myawaddy                |
| Nepal                | Ambika Joshi Rana                    | 23   | Katmandú                |
| Nicaragua            | Teresa Jeanette Pérez Moreno         | 28   | León                    |
| Nigeria              | Chikaodili Enobong Nna-Udosen        | 26   | Onitsha                 |
| Países Bajos         | Suzan Hendrica Lips                  | 27   | Berkel-Enschot          |
| Panamá               | Angie Keith                          | 27   | Arraiján                |
| Paraguay             | Daisy Diana Lezcano Rojas            | 27   | Isla Pucú               |
| Perú                 | Maricielo Gamarra Alvarado           | 26   | Tarapoto                |
| Polonia              | Milena Maria Sadowska                | 22   | Oświęcim                |
| Portugal             | Sara Duque De Carvalho               | 27   | Oporto                  |
| Puerto Rico          | Fabiola Krystal Valentín González    | 21   | Camuy                   |
| República Checa      | Denisa Spergerová                    | 20   | České Budějovice        |
| República Dominicana | Lady Laura León Rosario              | 27   | Duarte                  |
| Rusia                | Guzel Musina                         | 22   | Kazán                   |
| Sri Lanka            | Prathibha Sambodhi Liyanaarchchi     | 24   | Kelaniya                |
| Sudáfrica            | Anrónet Slut Roelofsz                | 26   | Pretoria                |
| Suecia               | Felicia Anna Birgitta Brunzell       | 24   | Gävle                   |
| Tailandia            | Namfon Patcharapon Chantarapadit     | 22   | Songkhla                |
| Uruguay              | Jimena Martino Morena                | 25   | Canelones               |
| Venezuela            | Eliana Madeleine Rojas Roa           | 24   | San Juan de Colón       |
| Vietnam              | Nguyễn Lê Ngọc Thảo                  | 21   | Ciudad Ho Chi Minh      |

### Candidatas retiradas
- Armenia - Nare Zakaryan
- Ghana - Pamela Fosua Clement
- Irlanda del Norte - Amber Walsh
- Islas Cook - Pearl Lazaro Samson Johnson
- Zimbabue - Kimberly Tatenta Mayoyo

### Candidatas reemplazadas
- Bolivia - María José Terrazas León fue reemplazada por Teresa Sánchez Añez.
- Camboya - Seng Rotha fue reemplazada por Chily Tevy.
- Cuba - Geysel Valliant Ferrer fue reemplazada por Jennifer Sánchez Aguilar.
- Ecuador - Lisseth Estefanía Naranjo Goya fue reemplazada por Sonia Augusta Luna Menéndez.
- España - Sara Cisneros González fue reemplazada por Andrea de las Heras a su vez reemplazada por Iris Miguélez Méndez.
- Perú - Samantha Batallanos Cortegana fue reemplazada por Maricielo Gamarra Alvarado.
- Polonia - Karina Nowak fue reemplazada por Milena Maria Sadowska.
- República Checa - Barbora Aglerová fue reemplazada por Denisa Spergerová.

## Sobre los países en Miss Grand Internacional 2020

### Naciones debutantes
- Crimea

### Naciones que regresan a la competencia
Compitieron por última vez en 2015:
- Irán
- Kenia

Compitió por última vez en 2016:
- Uruguay

Compitieron por última vez en 2018:
- Argentina
- Camboya
- Corea del Sur
- Escocia
- Finlandia
- Gales
- Inglaterra
- Jamaica
- Kosovo
- Laos
- Sri Lanka

### Naciones ausentes
| - Armenia - Australia - Curazao - Estonia - Guadalupe - Haití | - Letonia - Líbano - Macao - Reunión - Rumania - Ucrania |